# Чоковініті (Північна Кароліна)
Чоковініті (англ. Chocowinity) — місто (англ. town) в США, в окрузі Бофорт штату Північна Кароліна. Населення — 722 особи (2020).

## Географія
Чоковініті розташоване за координатами 35°30′53″ пн. ш. 77°6′6″ зх. д. / 35.51472° пн. ш. 77.10167° зх. д. (35.514716, -77.101669).  За даними Бюро перепису населення США в 2010 році місто мало площу 2,61 км², уся площа — суходіл.

## Демографія
Згідно з переписом 2010 року, у місті мешкало 820 осіб у 352 домогосподарствах у складі 194 родин. Густота населення становила 314 осіб/км².  Було 393 помешкання (151/км²).
Расовий склад населення:
| - 57,8 % — білих - 37,4 % — чорних або афроамериканців - 0,6 % — азіатів - 0,5 % — корінних американців - 1,5 % — осіб інших рас |

До двох чи більше рас належало 2,2 %. Частка іспаномовних становила 3,0 % від усіх жителів.
За віковим діапазоном населення розподілялося таким чином: 21,7 % — особи молодші 18 років, 60,9 % — особи у віці 18—64 років, 17,4 % — особи у віці 65 років та старші. Медіана віку мешканця становила 42,6 року. На 100 осіб жіночої статі у місті припадало 84,7 чоловіків;  на 100 жінок у віці від 18 років та старших — 79,3 чоловіків також старших 18 років.
Середній дохід на одне домашнє господарство  становив 39 701 долар США (медіана — 24 375), а середній дохід на одну сім'ю — 53 191 долар (медіана — 43 333). За межею бідності перебувало 21,0 % осіб, у тому числі 28,4 % дітей у віці до 18 років та 9,6 % осіб у віці 65 років та старших.
Цивільне працевлаштоване населення становило 407 осіб. Основні галузі зайнятості: освіта, охорона здоров'я та соціальна допомога — 26,8 %, науковці, спеціалісти, менеджери — 14,3 %, роздрібна торгівля — 10,6 %, будівництво — 10,1 %.